# Stop Jap
Stop Jap é o segundo álbum da banda de hardcore punk japonesa The Stalin, lançado em 1 de julho de 1982 em formato de disco de vinil e cassete. É seu primeiro álbum fora de uma gravadora independente, lançado pela Climax Records, selo da Tokuma.
A versão em fita cassete contém um cover de "No Fun" e um de "Light My Fire".

## Produção
O álbum foi dirigido por Masafumi Kato e produzido por Mikio Moriwaki. Tanto o produtor quanto os membros ficaram insatisfeitos com o resultado final da obra. Foi gravado de 5 de março até 12 de março de 1982 no estúdio Rockwell em Hakone e depois gravado de 18 de março até 23 de março no estúdio Sunrise, em Tóquio.
A mixagem foi concluída no final de março e as letras revisadas em 3 de maio pelo Comitê de Ética de Padrões para Produção de Discos da RIAJ. Consequentemente, as letras originais foram censuradas pelo comitê. Foi proposto aplicar uma censura com som de bip, mas Endo recusou. Além disso, ele se aborreceu fortemente com a mudança, afirmando: "Se a letra falha, o significado e minha intenção com toda a letra não será entendido." Ele contou que cerca de 40 pontos foram censurados e outros foram suavizados. Uma versão sem censura foi posteriormente lançada em 2007 intitulada Stop Jap Naked.
Uma imagem de Joseph Stalin nos encartes do álbum foi tirada pela polícia quando ele foi preso por roubar um banco para arrecadar fundos para a revolução. Endo encontrou a fotografia em uma biblioteca no bairro de Nakano e a usou sem permissão.

## Lançamento
O álbum estava previsto para ser lançado em 25 de junho de 1982, mas foi adiado e lançado em 1 de julho devido á censura das letras. Sua primeira impressão de 20,000 cópias esgotou-se rapidamente e no total, Stop Jap vendeu mais de 120,000 cópias.
Foi remasterizado digitalmente em 2003. Relançado mais uma vez em 13 de julho de 2016.

## Recepção e legado
Alcançou a terceira posição na Oricon Albums Chart.
Foi ranqueado em 22° lugar na lista da Bounce dos 54 álbuns japoneses de rock essenciais, de 2009. Em 2007, a Rolling Stone Japan avaliou o álbum em 27º lugar na lista dos "100 Maiores Álbuns de Rock Japonês de Todos os Tempos".
Para o álbum de tributo Romantist ~The Stalin ・Michiro Endo Tribute Album~, a canção "Romantist" foi tocada por Wagdug Futuristic Unity.

## Faixas
Todas as letras escritas por Michiro Endo. 
| N.º            | Título                                   | Duração |  |
| 1.             | "Romantist" (ロマンチスト)               | 2:09    |  |
| 2.             | "Stop Jap"                               | 1:52    |  |
| 3.             | "Gokuraku Tonbo" (極楽トンボ)            | 0:46    |  |
| 4.             | "Tama Negi Hatake" (玉ネギ畑)            | 2:26    |  |
| 5.             | "Sōsēji no Medama" (ソーセージの目玉)    | 1:16    |  |
| 6.             | "Gesuidō no Petenshi" (下水道のペテン師) | 1:56    |  |
| 7.             | "Allergy α" (アレルギーα)                | 0:55    |  |
| 8.             | "Yokujō" (欲情)                          | 1:44    |  |
| 9.             | "Money"                                  | 3:29    |  |
| 10.            | "Stop Girl"                              | 3:56    |  |
| 11.            | "Burst Head" (爆裂ヘッド)                | 2:39    |  |
| 12.            | "Miser"                                  | 2:44    |  |
| 13.            | "Makeinu" (負け犬)                       | 2:03    |  |
| 14.            | "Allergy β" (アレルギーβ)                | 0:57    |  |
| 15.            | "Warushawa no Gensō" (ワルシャワの幻想)  | 5:30    |  |
| Duração total: | Duração total:                           | 34:28   |  |

## Ficha técnica
- Michiro Endo - vocais
- Kazuo "Tam" Tamura - guitarra
- Shintaro Sugiyama - baixo
- Jun Inui - bateria

Produção
- Mikio Moriwaki  - produção
- Masafumi Kato - direção

## Desempenho nas paradas
| Parada (1982)               | Posição de pico |
| --------------------------- | --------------- |
| Japão (Oricon Albums Chart) | #3              |